# Số bạn bè

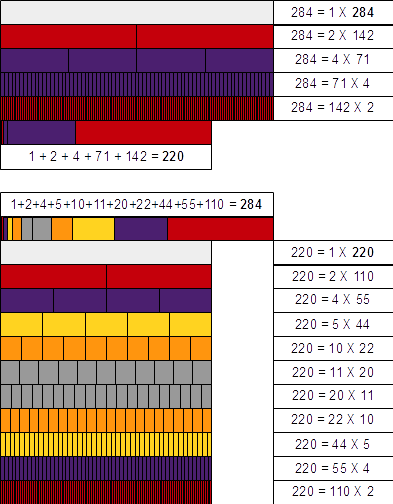
Chứng minh cặp số (220,284) là cặp số bạn bè bằng que

Số bạn bè là hai số tự nhiên khác nhau sao cho tổng các ước thật sự  của số này bằng số kia. Tức là, σ ( a ) = b  và σ ( b ) = a, trong đó σ ( n ) bằng tổng các ước số dương của n (xem thêm hàm số chia ).
Cặp số bạn bè nhỏ nhất là ( 220, 284) vì các ước thật sự của 220 là 1, 2, 4, 5, 10, 11, 20, 22, 44, 55 và 110, tổng là 284; và các ước thật sự của 284 là 1, 2, 4, 71 và 142, tổng là 220. (Ước thật sự của một số là một ước số dương của số đó khác với chính số đó. Ví dụ, các ước thật sự của 6 là 1, 2 và 3. )
Mười cặp số bạn bè đầu tiên là: (220, 284), (1184, 1210), (2620, 2924), (5020, 5564), (6232, 6368), (10744, 10856), (12285, 14595), ( 17296, 18416), (63020, 76084) và (66928, 66992). (dãy số A259180 trong bảng OEIS)     . (Xem thêm  A002025 và  A002046 ). Đến nay vẫn chưa biết đựoc có vô số cặp số bạn bè hay không.

## Lịch sử
Số bạn bè đã được biết đến bởi những người theo thuyết Pitago, những người cho rằng chúng có nhiều đặc tính thần bí. Một công thức tổng quát của những con số này được phát hiện ra vào khoảng năm 850 bởi nhà toán học người Iraq Thābit ibn Qurra (826–901). Các nhà toán học Ả Rập khác đã nghiên cứu các số bạn bè là al-Majriti (mất năm 1007), al-Baghdadi (980–1037) và al-Fārisī (1260–1320). Nhà toán học Iran Muhammad Baqir Yazdi (thế kỷ 16) đã phát hiện ra cặp số (9363584, 9437056), mặc dù chúng thường được cho là phát hiện bởi Descartes .  Phần lớn công lao của các nhà toán học phương Đông trong lĩnh vực này đã bị lãng quên.
Công thức của Thābit ibn Qurra đã được Fermat (1601–1665) và Descartes (1596–1650) tái phát hiện, đôi khi công thức này được mô tả và được mở rộng bởi Euler (1707–1783). Nó đã được mở rộng thêm bởi Borho vào năm 1972. Fermat và Descartes cũng đã khám phá ra các cặp số bạn bè cùng với các nhà toán học Ả Rập. Euler cũng phát hiện ra hàng chục cặp mới.  Cặp nhỏ thứ hai, (1184, 1210), được phát hiện vào năm 1867 bởi B. Nicolò I. Paganini, 16 tuổi (đừng nhầm với nhà soạn nhạc và nghệ sĩ vĩ cầm), đã bị các nhà toán học trước đó bỏ qua.  
| #  | m      | N      |
| -- | ------ | ------ |
| 1  | 220    | 284    |
| 2  | 1.184  | 1,210  |
| 3  | 2.620  | 2.924  |
| 4  | 5,020  | 5.564  |
| 5  | 6.232  | 6,368  |
| 6  | 10,744 | 10.856 |
| 7  | 12.285 | 14.595 |
| 8  | 17.296 | 18.416 |
| 9  | 63.020 | 76.084 |
| 10 | 66,928 | 66,992 |

Đến năm 1946, có 390 cặp được biết đến. Sự ra đời của máy tính đã giúp phát hiện thêm hàng nghìn cặp kể từ đó. Các cuộc tìm kiếm ráo riết đã được thực hiện để tìm tất cả các cặp nhỏ hơn một giới hạn nhất định, giới hạn này được mở rộng từ 10 8 vào năm 1970, 10 10 vào năm 1986, 10 11 vào năm 1993, 10 17 vào năm 2015 và đến 10 18 vào năm 2016.
Tính đến  tháng 6 năm 2022, có khoảng 1,227,338,285 cặp số bạn bè được phát hiện.